# Шубра-Хит
Шубра-Хит (араб. شبراخيت‎) — город на севере Египта, расположенный на территории мухафазы Бухейра.

## Географическое положение
Город находится на северо-востоке мухафазы, в западной части дельты Нила, на левом берегу Розеттского рукава, на расстоянии приблизительно 20 километров к востоку от Даманхура, административного центра провинции. Абсолютная высота — 0 метров над уровнем моря.

## Демография
По данным переписи 2006 года численность населения Шубра-Хита составляла 28 505 человека.
Динамика численности населения города по годам:
| 1996   | 2006   | 2018   |
| ------ | ------ | ------ |
| 24 354 | 28 505 | 36 077 |

## Транспорт
Ближайший гражданский аэропорт — Международный аэропорт Александрии.